# Château de Montmort
Pour les articles homonymes, voir Montmort (homonymie).
Situé à Montmort-Lucy (Marne), sur la route du Champagne, à 120 km à l'est de Paris, le château de Montmort est une propriété privée, qui n’est plus ouverte aux visites.
En évoquant le château de Montmort, Victor Hugo parlait d'un « ravissant tohu-bohu de tourelles de girouettes, de pignons, de lucarnes et de cheminées » .

## Historique

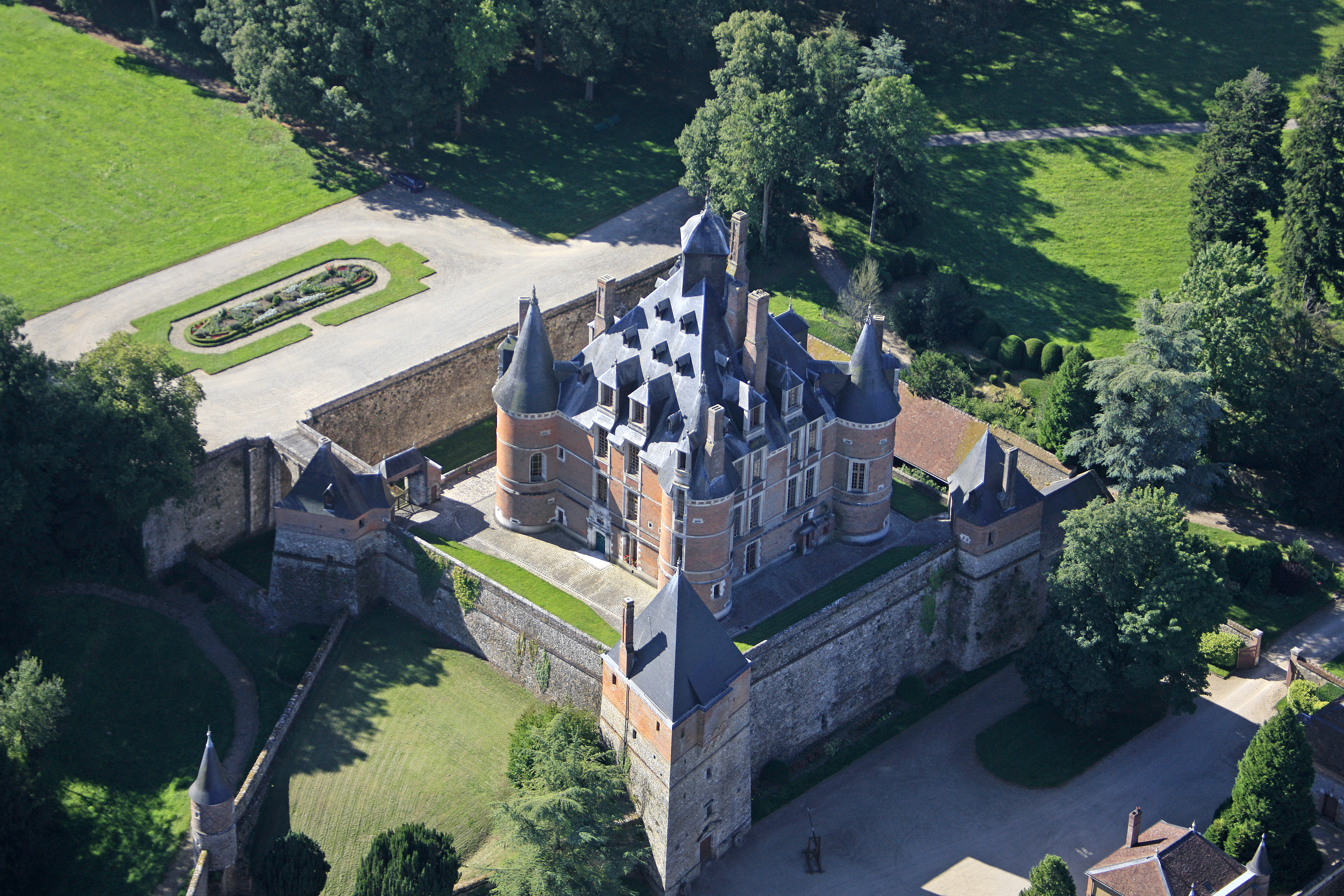
Vue aérienne

Au Moyen Âge, l'ancienne forteresse de Montmort fut successivement habitée par de nombreux seigneurs. Le premier seigneur connu par une charte des comtes de Champagne est Germond de Montmort en 1042. Elle passa ensuite dans la famille du Fay, branche d'Athies. 
La famille de Hangest en devient propriétaire en 1499. Louis de Hangest, de la branche de Genlis, épousa en effet Jeanne ou Marie d'Athies, fille de Gérard d'Athies (du Fay), seigneur de Montmort, seigneur d'Athies, Bray et Soisy et de Catherine d'Inchy. Louis de Hangest était également seigneur de Chaleranges. Il portait comme armoiries d'argent à la croix de gueules chargée de 5 coquilles d'or, au lambel de 3 pendants d'azur, puisque membre d'une branche cadette de cette maison. On retrouve ce blason sur une pierre sculptée. 
Vers 1530, le domaine passa dans les mains de leur fils aîné, Joachin de Hangest, mort en 1537, seigneur de Moyencourt, Hangest et Chaleranges. Il épousa 1° le 25/08/1525 Françoise de La Marck, fille de Guillaume de La Marck, seigneur d'Aigremont et de Renée du Fou, de laquelle il n'eut pas d'enfant. Puis il se remaria le 10/07/1529 à Isabeau de Montmorency, morte en 1529 sans lui laisser d'enfant, fille de Philippe I de Montmorency, seigneur de Nivelle, et de Marie de Hornes puis 3° avec Marie ou Louise de Moy, veuve du Seigneur d'Offemont, fille de Nicolas, seigneur de Moy et de Françoise de Tardes. de laquelle il eut une fille, Jeanne de Hangest, véritable instigatrice de la reconstruction du château. Jeanne de Hangest, qui avait épousé 1° Philippe de Maillé, seigneur de Verneuil, mort en 1553, puis en secondes noces Claude d'Aguerre, baron de Vienne, mort en 1559, assura la reconstruction du château, terminée en 1577, tout en lui conservant son aspect féodal. Ils eurent une descendance brillante : familles de Créquy, Lesdiguières, Béthune-Sully, Villeroy et plusieurs maréchaux de France. À plusieurs endroits, on retrouve un monogramme formé des lettres J et C entrelacées (Jeanne et Claude). L'intérieur suivit en revanche l'évolution des styles. La salle des Gardes est un chef-d'œuvre du XVIIe siècle. Le rez-de-chaussée comporte une série de pièces voûtées d'ogive (cuisine, salle basse).
Chrétienne d'Aguerre (1553-1611), dame de Montmort, comtesse de Sault, le fit passer dans la maison de Créquy. Son fils Charles II de Créquy, dit le « duc de Créquy », maréchal de France en fut propriétaire après sa mère, puis après lui sa fille Françoise de Créquy, épouse de Maximilien II de Béthune, marquis de Rosny (fils du Grand Sully).
Pierre Remond en fait l'acquisition en 1704. Fils de Fermier Général et descendant d'une ancienne famille originaire des confins de la Champagne et de la Bourgogne, il est un mathématicien célèbre par son Essay d'analyse sur les jeux de hazard (1708).
Son fils François, élevé au titre de marquis de Montmort, fut lieutenant général (maréchal) des armées du Roi Louis XV, et grand-croix de Saint-Louis.
Lui succéda Louis, marquis de Montmort, lieutenant des gardes du corps du Roi Louis XVI, chevalier de Saint-Louis, mort en émigration.
Puis Auguste, marquis de Montmort, émigré en Russie, colonel dans les armées impériales, puis lieutenant-colonel des gardes du corps du Roi Charles X.
La lignée des Remond, marquis de Montmort, s'est éteinte dans les mâles à la fin du XIXe siècle. Leur descendance en ligne directe, la famille Crombez de Montmort, jonkheer d'origine belge, résida alors au château jusqu'en 2022, année de la première vente après 318 années d'occupation continue par la même famille.
Le château ayant beaucoup souffert de la Révolution et de la proximité des guerres napoléoniennes (Campagne de France en 1814), une importante campagne de consolidation, restauration, et réfection des toitures fut entreprise par Raymond Crombez de Montmort dans les années 1900.
A nouveau remis en état après les occupations (Von Bülow) et saccages subis pendant les première et seconde guerres mondiales, dont certains combats se déroulèrent non loin, le château de Montmort est un véritable "miraculé" parmi les monuments du patrimoine historique champenois.

## Description

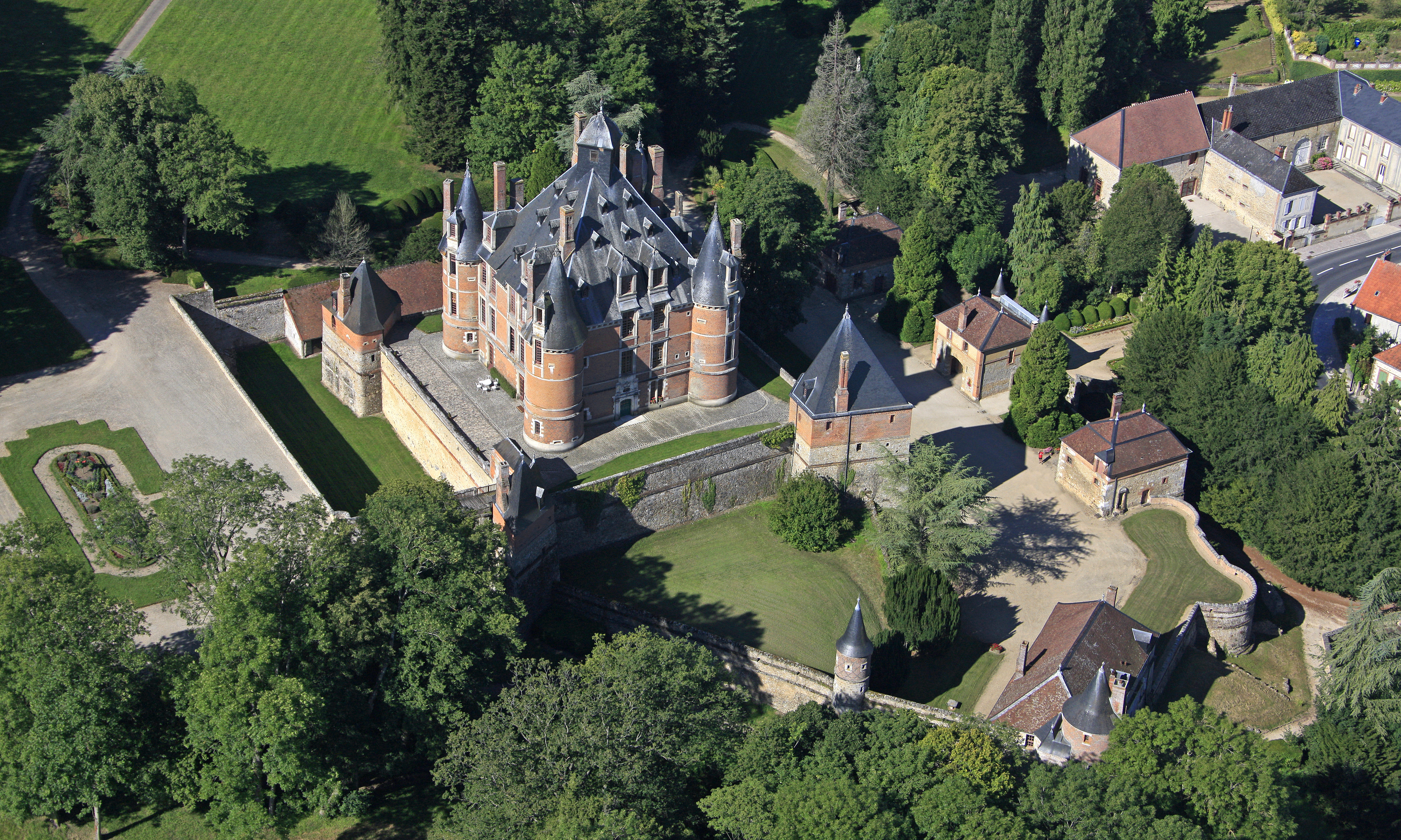
Vue générale
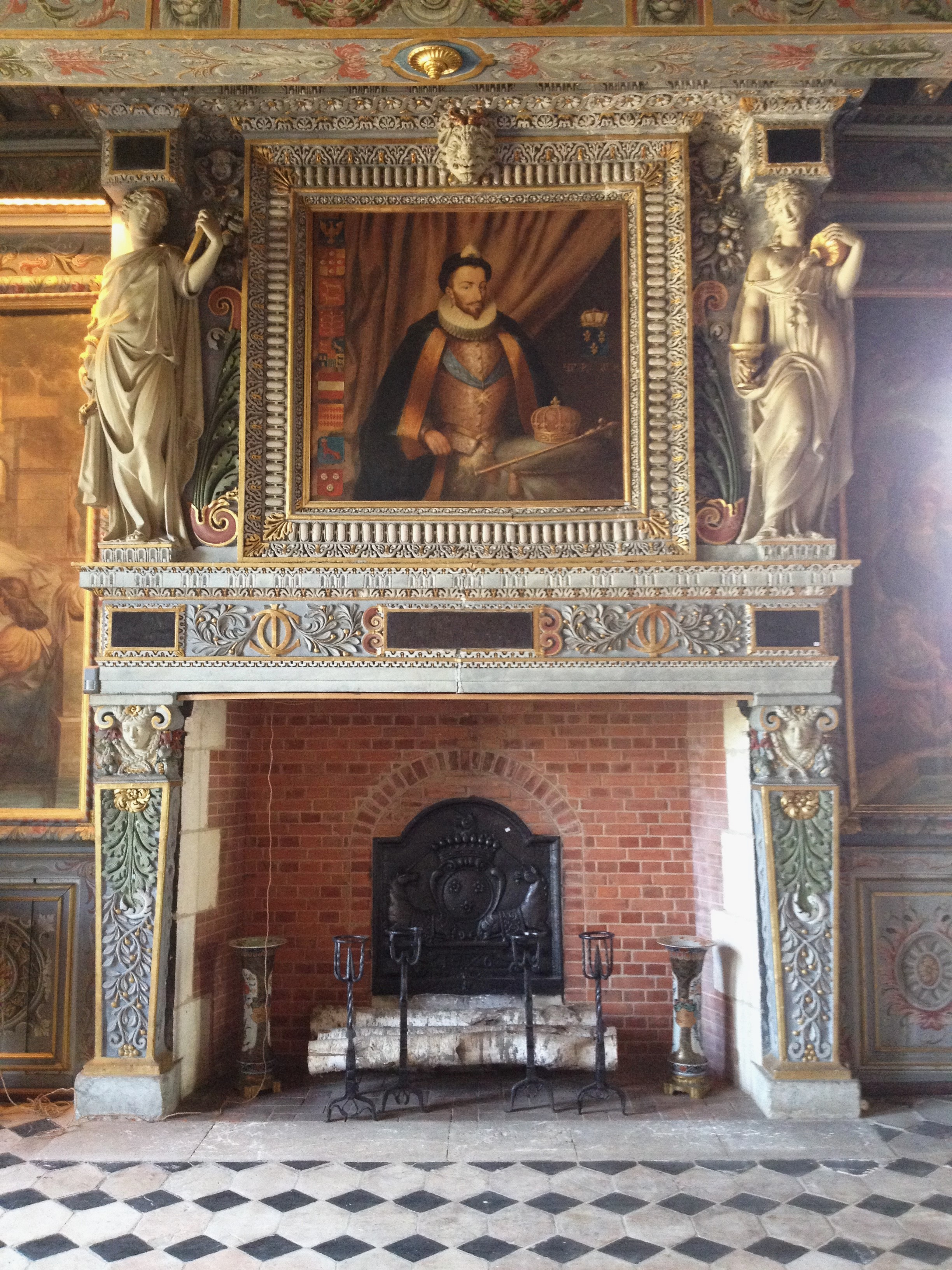
Salle des Gardes
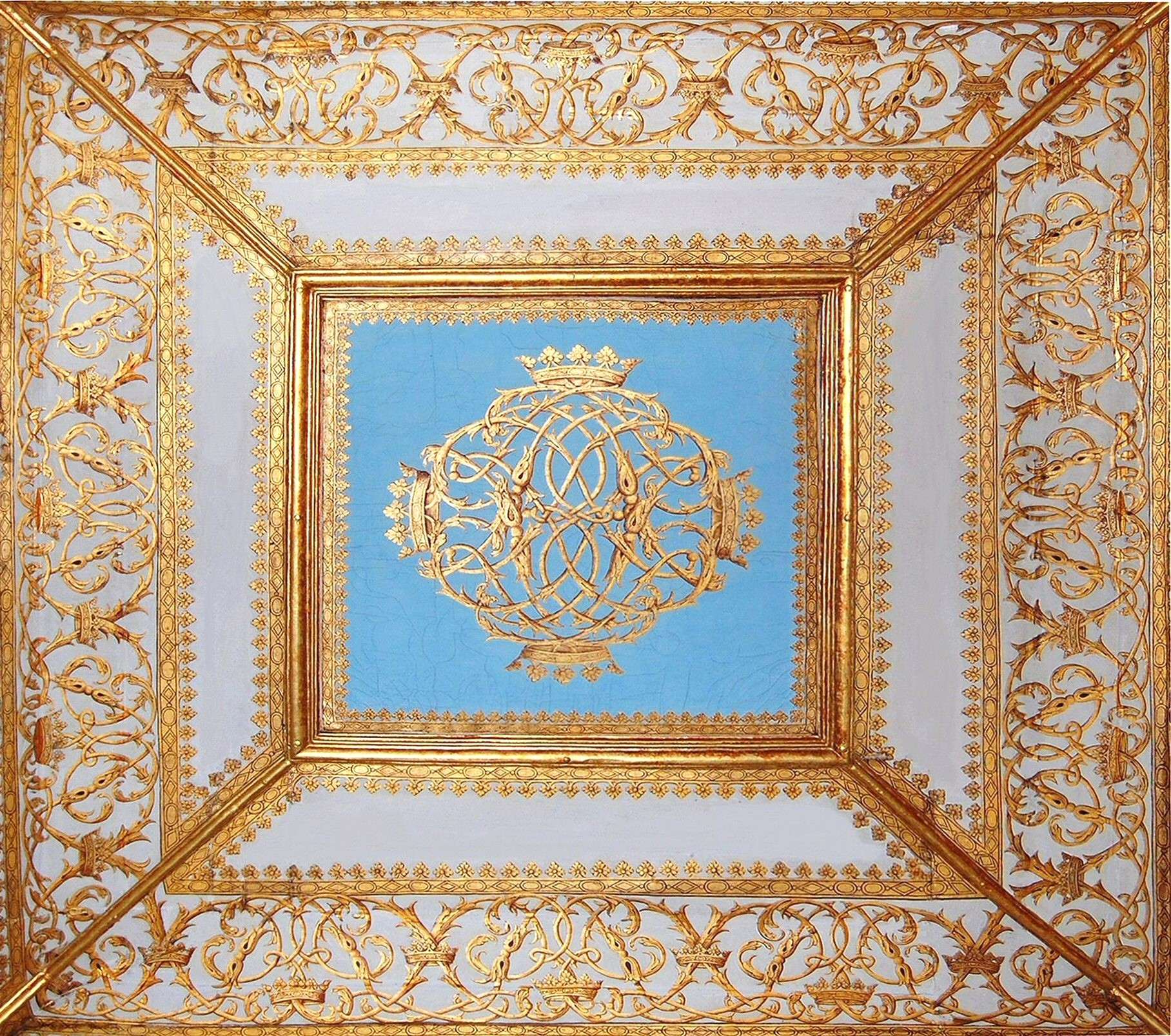
Plafond du "cabinet de Sully"
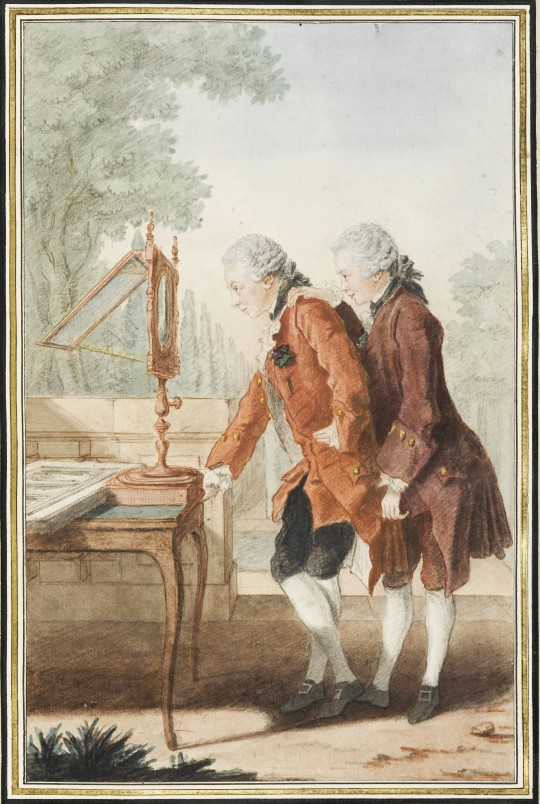
Louis-Jean et Armand de Remond de Montmort par Carmontelle, 1765 (Chantilly)
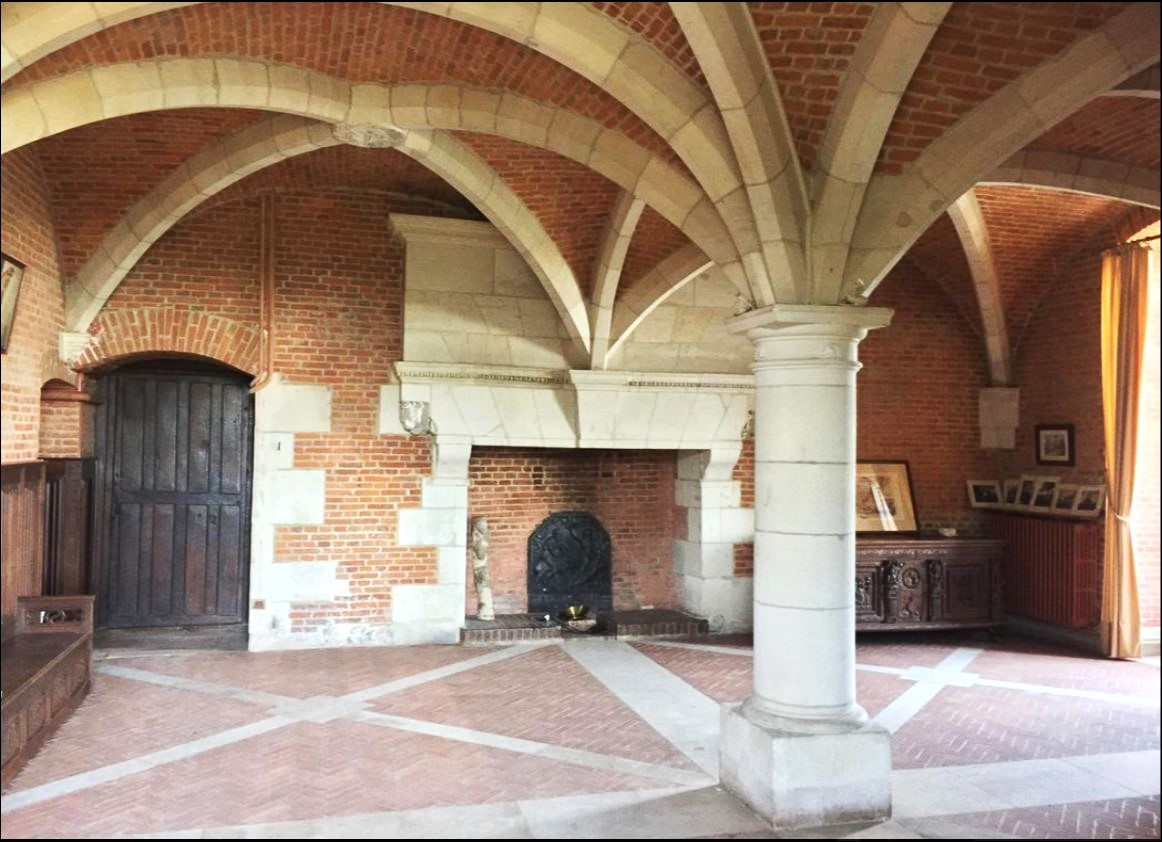
Salle du "gros pilier"
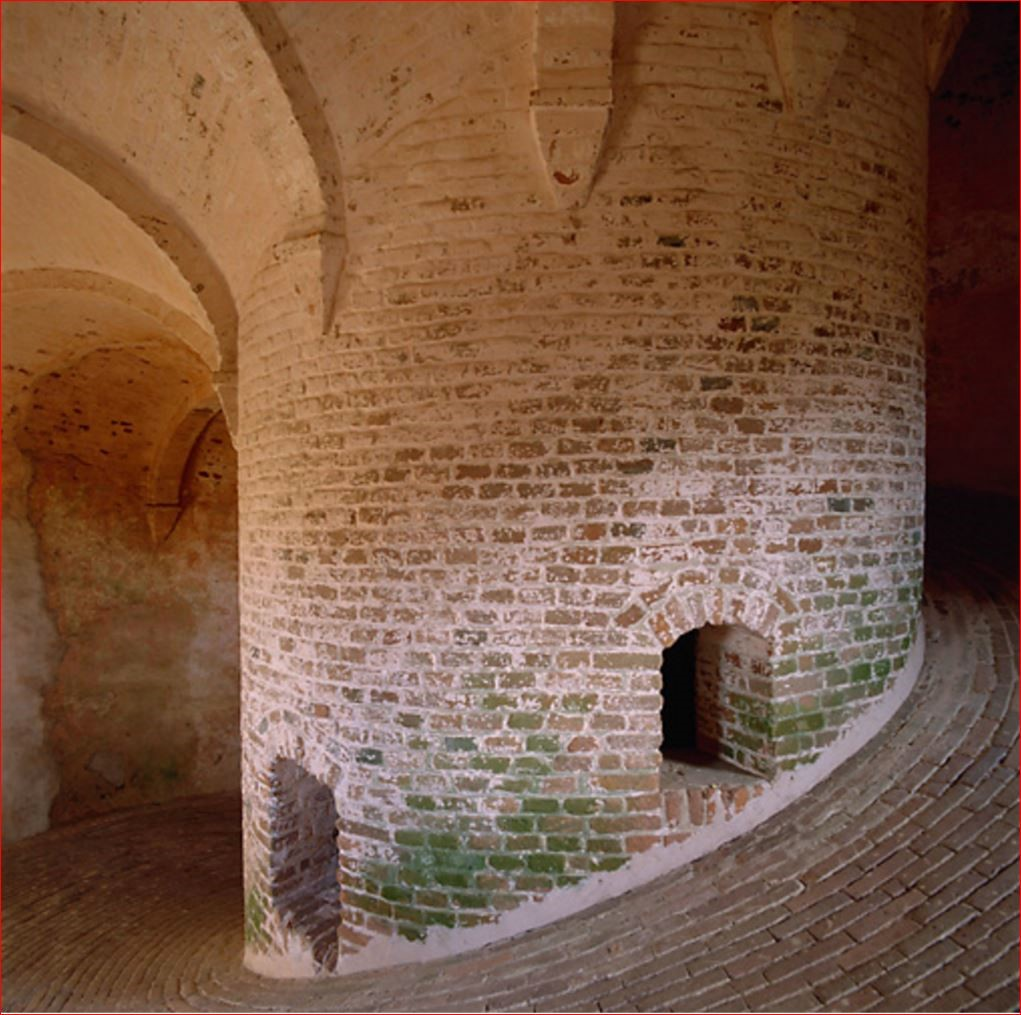
tour d'accès hélicoïdale
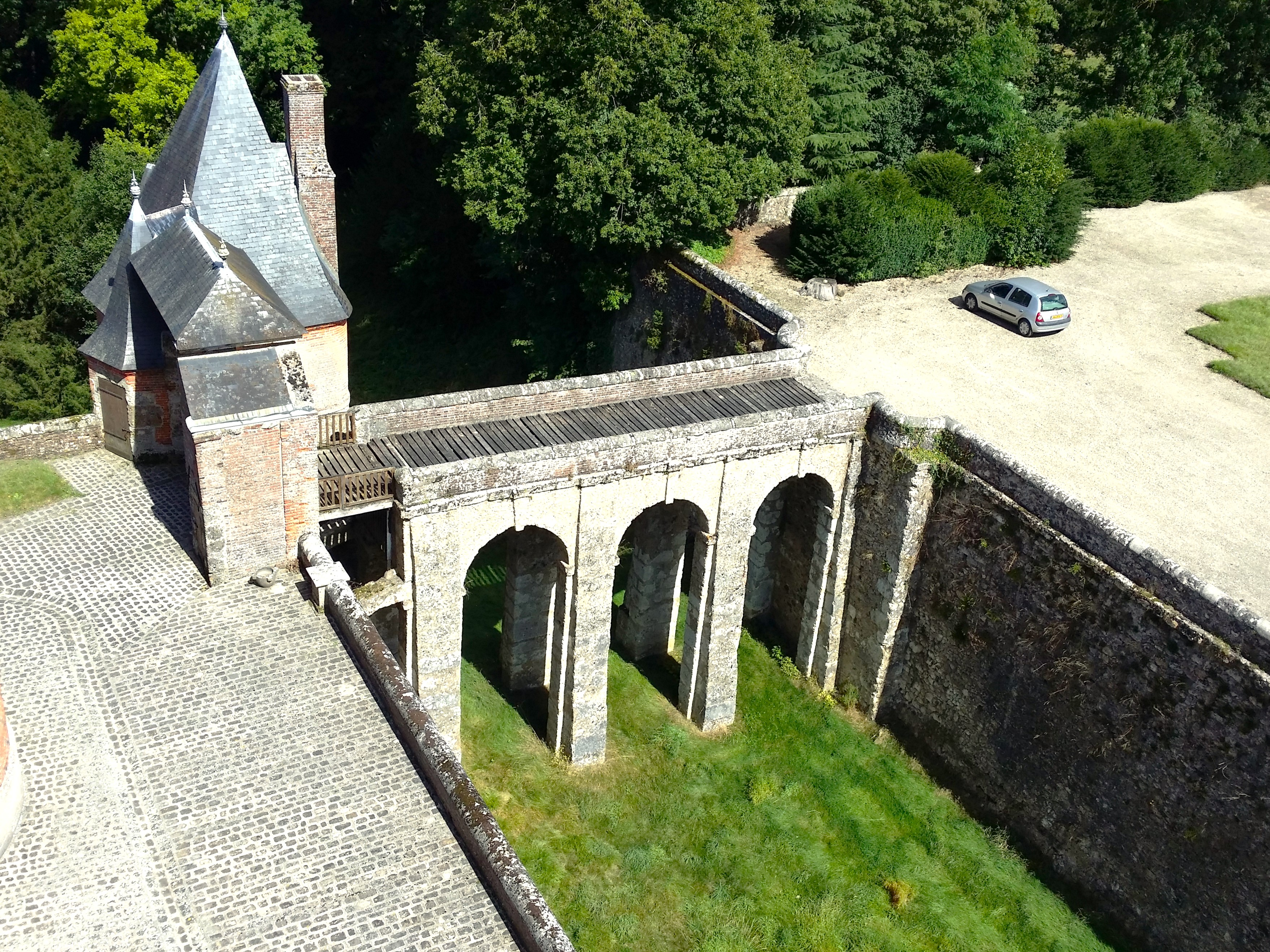
pont levis
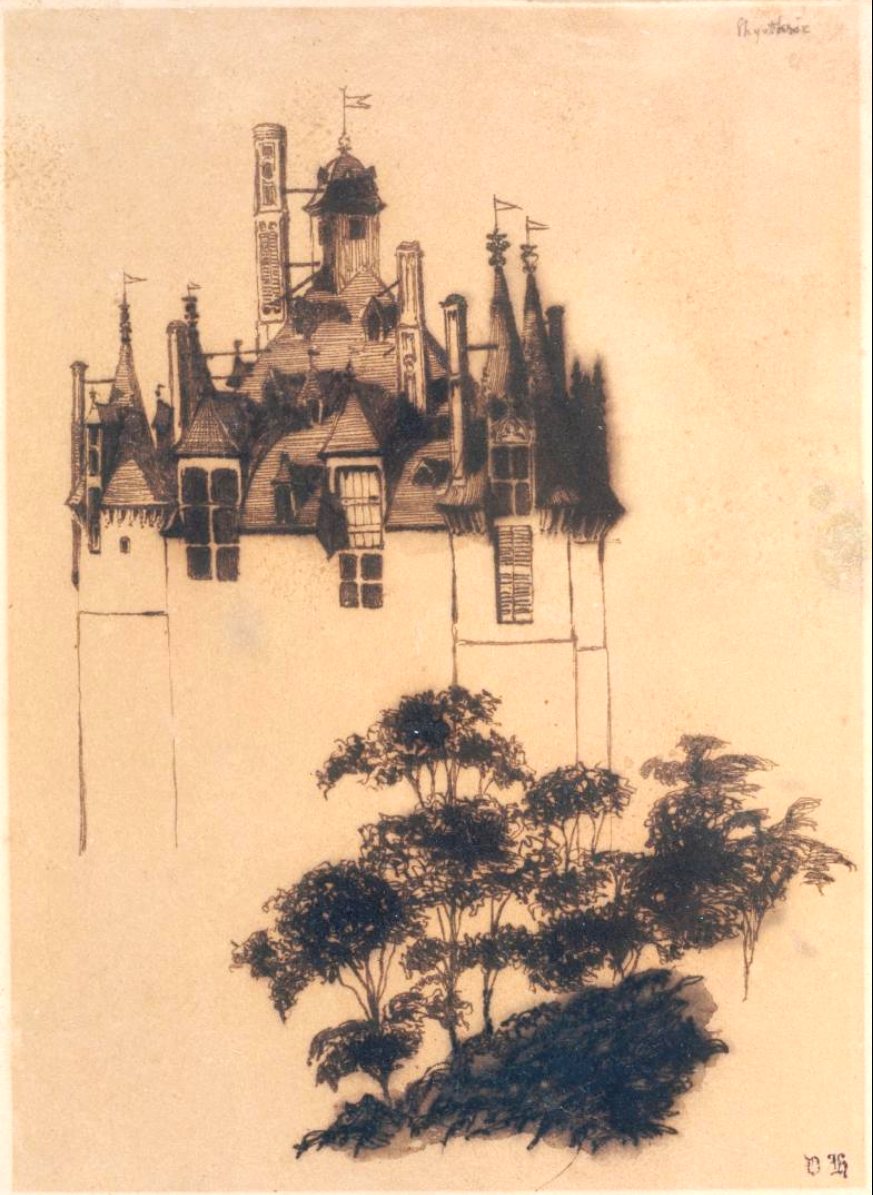
Lavis par Victor Hugo - 1838
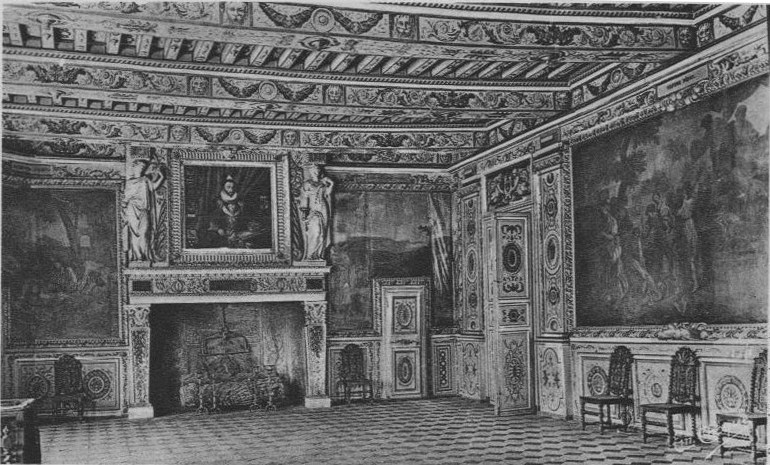
La salle des gardes.
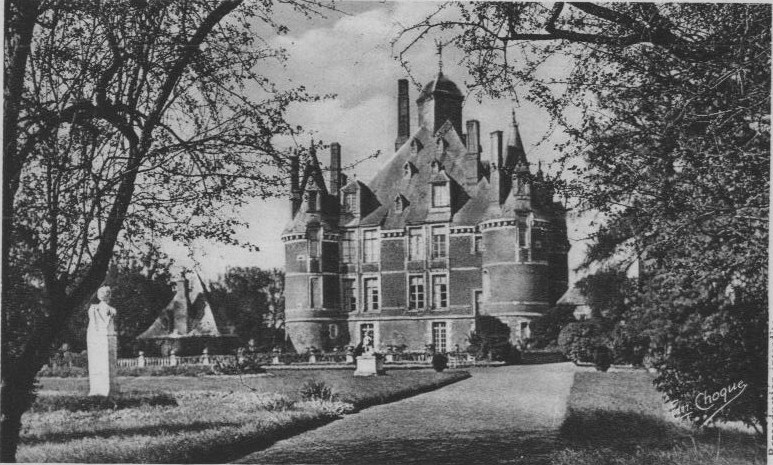
Vue depuis le parc.
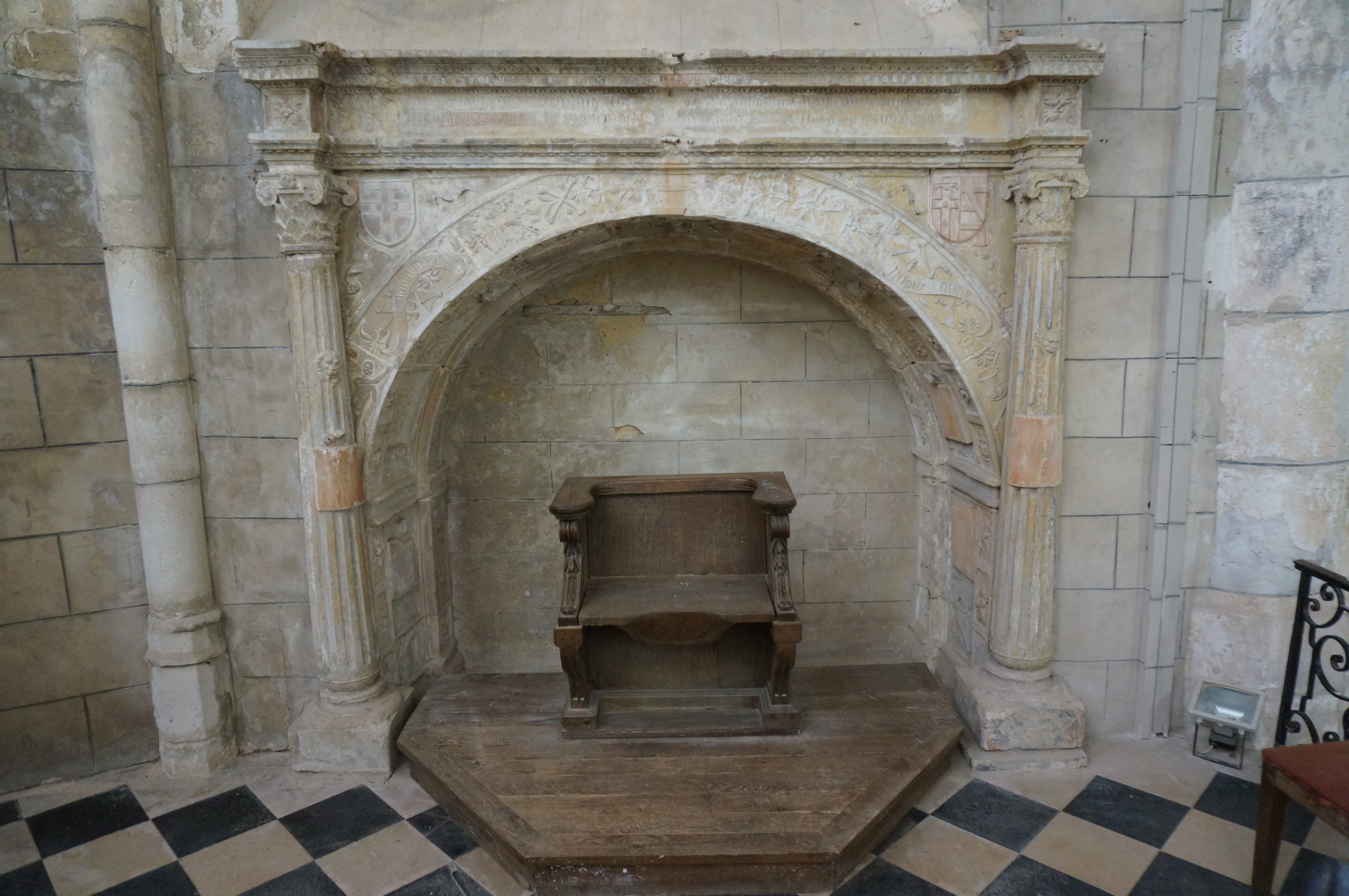
Enfeu des seigneurs d'Hangest en l'église.

Le village de Montmort se trouve en Brie des Étangs, dans la vallée du Surmelin, et à proximité du célèbre vignoble champenois. La silhouette du château apparaît d'un coup, par son élégance et son caractère proéminent, au-dessus du village de Montmort, où il est situé.
C'est une construction en brique, surélevée, avec des toits d'ardoise, protégée par des doubles fossés, accessible par un pont à trois arches qui aboutit au pont-levis. L'ensemble se compose en effet de trois ensembles superposés dont les éléments les plus anciens remontent au XIIe siècle. 
Donnant directement sur le bourg, une poterne permet l'accès à une basse-cour entourée de remparts et de tours anciennes remaniées au XVe siècle, et pour partie au XVIe siècle. La poterne, également remaniée, a perdu son toit pentu, mais a conservé deux échauguettes d'apparat.
Au centre de cette basse-cour s'élève une chemise en forme de quadrilatère, sorte de rempart établi au XVIe siècle, et complétée à chaque angle d'une tour en forme de bastion (le bastion, invention architecturale qui a vu le jour en Italie au tout début du XVIe siècle est bâti sur un plan en losange qui permet de supprimer les angles morts pour les tirs des canonnières. Grâce à ses incontestables avantages par rapport aux tours médiévales traditionnelles cylindriques ou quadrangulaires, il s'est répandu dans toute l'Europe en quelques décennies). L'une de ces tours-bastions comporte à l'intérieur une rampe hélicoïdale qui permettait aux cavaliers de passer de la basse-cour, en contrebas, au château lui-même, sans desseller.
Au centre de ce quadrilatère, au niveau de la terrasse située 14 m au-dessus de la basse-cour, s'élève une demeure de style Renaissance en briques, d'aspect médiéval mais achevée en 1577. Les nombreuses ouvertures aux parements de pierre blanche atténuent l'aspect quelque peu austère de l'édifice. La porte principale, donnant sur un vestibule et l'escalier principal, est un chef-d'œuvre de la Renaissance française, et son battant d'origine a été conservé, en bois ferronné.
Un pont à trois arches permet l'accès direct au parc entretenu, qui s'insinue dans les fossés avant de s'épanouir sur la terrasse, comporte une longue et large avenue champêtre donnant sur le château, sur sa façade orientale, et qui se continue avec le bois du domaine châtelain et celui de la Grande-Laye.